# Hochzeitsnacht im Paradies (1962)
Hochzeitsnacht im Paradies ist eine österreichische Filmkomödie aus dem Jahr 1962 mit den Hauptdarstellern Waltraut Haas und Peter Alexander. Der Film beruht auf einigen Motiven der gleichnamigen Operette von Friedrich Schröder aus dem Jahr 1942, die bereits 1950 mit Johannes Heesters in der Hauptrolle verfilmt worden war.

## Handlung
Eigentlich ist Ulrich Hansen ein promovierter Arzt; doch inzwischen hat er sein Hobby zum Beruf gemacht und ist Sänger geworden. Zurzeit wird er als Hauptdarsteller in einer Operette vom Publikum gefeiert. Seine große Liebe gehört seit Kurzem Regine, der Tochter des Industriellen Otto Roeders. Jeden Abend sitzt die Dame im Theater und jubelt ihrem Verehrer zu, sehr zum Missfallen seiner Partnerin Ilonka Davarosch. Diese kann nicht verstehen, dass Ulrich seine private Verbindung mit ihr gelöst hat. Deshalb will sie mit allen Mitteln verhindern, dass die zwei die Ehe miteinander eingehen. Auch der alte Roeders ist nicht begeistert, einen Künstler zum Schwiegersohn zu bekommen. So hat sich Ulrich entschlossen, wieder in seinen angestammten Beruf zurückzukehren. Um von Regines Vater die Zustimmung zur Hochzeit zu erhalten, wendet der Sänger einen Trick an: Nach dem Ende der Abschiedsvorstellung geht er zu Regines Loge, küsst sie vor allen Theaterbesuchern und gibt seine Verlobung bekannt.
Rasend vor Eifersucht schmiedet Ilonka einen Plan, um die Hochzeit zu verhindern: In der Nacht davor betäubt sie Ulrich mit Äther. Die Trauung am nächsten Morgen kann aber trotzdem stattfinden, wenn auch zuvor große Hindernisse zu überwinden waren. Kaum ist die Trauung vollzogen, startet Ilonka eine große Verleumdungskampagne – und Regine fällt prompt darauf herein. Schon während der Hochzeitsreise nach Venedig bezichtigt sie ihren Gatten der Untreue.
In Begleitung eines neuen Verehrers, des Bonbonfabrikanten Gustav Säuerling, reist Ilonka dem frisch vermählten Paar in die Lagunenstadt nach und verfolgt es auf Schritt und Tritt. Dabei versteht sie es immer wieder, das Gerücht zu verbreiten, dass Ulrich Hansen stets „ihre“ Nähe suche. Als der dann mit seiner Angetrauten fluchtartig das Hotel „Paradies“ verlassen will, versperren unzählige Gondeln den Ausgang, weil Ilonka über den Rundfunk verbreiten ließ, Hansen werde um elf Uhr auf dem Balkon singen. Und es kommt noch dicker: Ilonka will zusammen mit Ulrich auftreten. Jetzt aber reißt Hansen die Geduld, und er wirft die Intrigantin hinaus. Regine hat den Vorfall mit angesehen und weiß nun, dass Ulrich nur sie liebt. Beide sind wieder glücklich vereint.

## Lieder
- Es kommt auf die Sekunde an
- Alle Wege führen mich zu dir
- So stell ich mir die Liebe vor
- Stundenplan-Twist
- Bella Venezia
- Ein Glück, dass man sich so verlieben kann
- Ich spiel mit dir

## Kritiken
„Regisseur Paul Martin hat ein paar wohltuend menschliche Szenen eingerichtet und die Übergänge zu den musikalischen Darbietungen fließend gehalten.“

„Eine ebenso bunte wie anspruchslose Unterhaltung voller Schwankklamauk. Die abgedroschenen Blödeleien sind so knapp gehalten, daß sich der altherkömmliche Operetten-Schmalz bequem behaupten kann.“

## Weiteres
Peter Alexander holte im Rahmen der Dreharbeiten in Venedig seine eigene, immer wieder verschobene Hochzeitsreise mit Frau Hilde und Tochter Susi nach. Er nutzte jede freie Stunde, um mit seiner Familie die Stadt kennenzulernen. Am letzten Drehtag erkrankte er an einer akuten Blinddarmreizung, während Waltraut Haas eine schwere Grippe bekam. Uraufführung des Films war am 31. August 1962.